# Melanitis abdullae
Melanitis abdullae är en fjärilsart som beskrevs av Rothschild 1920. Melanitis abdullae ingår i släktet Melanitis och familjen praktfjärilar. Inga underarter finns listade i Catalogue of Life.